# Ожга (деревня)
Ожга — деревня в Кунгурском районе Пермского края в составе Кыласовского сельского поселения.

## География
Находится в северной части Кунгурского района примерно в 10 километрах от села Кыласово по прямой на северо-восток.

## Климат
Климат умеренно-континентальный с продолжительной снежной зимой и коротким, умеренно-тёплым летом. Средняя температура июля составляет +17,8 °С, января −15,6 °С. Среднегодовая температура воздуха составляет +1,3 °С. Средняя продолжительность периода с отрицательными температурами составляет 168 дней и продолжительность безморозного периода 113 дней. Среднее годовое количество осадков составляет 539 мм.

## История
Деревня основана в 1796 году выходцами из соседней деревни Новосёлы.

## Население
Постоянное население составляло 2 человека в 2002 году (100% русские), 0 человек в 2010 году.